# سونينغدل (باركشير)
سونينغدل (بالإنجليزية: Sunningdale)‏ هي قرية و أبرشية مدنية تقع في المملكة المتحدة في إنجلترا.  يقدر عدد سكانها بـ 4,875 نسمة .